# レイモンド・ボニー
レイモンド・ボニー（英語: Raymond Bonney、1892年4月5日 - 1979年10月）は、アメリカ合衆国ニューヨーク州フェニックス出身のアイスホッケー選手。ポジションはゴールテンダー。

## 経歴
1920年のアントワープオリンピックで銀メダルを獲得した。
1979年10月、ニュージャージー州オーシャングローブで亡くなった。

## 詳細情報

### 代表歴
- 1920年オリンピックアイスホッケーアメリカ合衆国代表